# Aichi D3A
Aichi D3A (zavezniško kodno ime Val)  je bil standardni mornariški japonski bombnik za strmoglavo bombardiranje v začetku druge svetovne vojne. Velik sloves si je pridobil na Pacifiku, kjer je v začetku vojne sodeloval v vseh japonskih operacijah. D3A je bil eden imed treh tipov mornariških letal, ki so 7. decembra 1941 napadli ameriško oporišče Pearl Harbor. Ta enomotorni bombnik s fiksnim podvozjem ni bil moderno zasnovan, vendar zelo učinkovit v rokah dobrega pilota. Po prvem poletu leta 1938 so letalo začeli serijsko proizvajati in ga sproti nenehno izboljševali. Čeprav je D3A slovel kot letalo, ki je potopilo največ zavezniškega ladjevja, so bile izgube teh letal zelo visoke. Predvsem je bil D3A prepočasen, da bi ušel zavezniškim lovskim letalom. Kasneje so ta letala umaknili iz uporabe in jih zamenjali z modernejšimi D4Y Suisei. Narejenih je bilo 1495 letal Aichi D3A v več različicah. Po letu 1944 so ta letala ponovno vključili v uporabo kot letala za samomorilske napade.